# Caulières
Caulières – miejscowość i gmina we Francji, w regionie Hauts-de-France, w departamencie Somma.
Według danych na rok 1990 gminę zamieszkiwało 188 osób, a gęstość zaludnienia wynosiła 35 osób/km² (wśród 2293 gmin Pikardii Caulières plasuje się na 809. miejscu pod względem liczby ludności, natomiast pod względem powierzchni na miejscu 838.).